# Углы (Дрибинский район)
Углы́ (бел. Вуглы) — деревня в составе Черневского сельсовета Дрибинского района Могилёвской области Республики Беларусь.

## История
Упоминается в 1642 году как деревня в составе имения Корзеево в Оршанском повете ВКЛ.

## Население
- 1999 год — 34 человека
- 2010 год — 16 человек